# Retaule de Santa Maria de Rubió
El Retaule de Santa Maria de Rubió és un conjunt pictòric de característiques formals italogòtiques realitzat a la segona meitat del segle xiv. Tradicionalment s'ha atribuït a un mestre anònim, identificat com el Mestre de Rubió. Actualment es troba repartit entre l'església de Santa Maria de Rubió, on es conserva el cos principal del retaule, i el Museu Episcopal de Vic, que custòdia la predel·la.

## Dades de context
El retaule ha esdevingut la primera peça per a definir un conjunt d'obres atribuïdes al Mestre de Rubió. Actualment s'atribueixen a aquest mestre un retaule dedicat a sant Antoni d'origen desconegut (MNAC) i una predel·la procedent de Santpedor (MEV). Les característiques d'aquestes obres fan concloure que no es tracta d'un artista que treballava en solitari sinó d'un pintor format en els paràmetres de l'estil italogòtic.
El mestre principal mostra diverses influències. En primera instància, una aproximació a l'estil de les miniatures lineals de la cort de París, essent proper al món avinyonès de Giovannetti. Aquest punt apropa les pintures de Rubió a l'obrador dels Bassa i les allunya de la pintura més edulcorada, bizantina i senesa dels Serra. Tot i això, el mestre de Rubió imprimeix una lectura dinàmica en el retaule, immers en l'italianisme. Alguns trets antinaturals en les solucions anatòmiques: deformacions, colls llargs i tibats o rostres endurits per línies de contorn fan pensar en l'abstracció de Ferrer Bassa i en el Saltiri anglocatalà.
En les obres de petit format es mostra més contingut, mentre que en les obres de format més generós desplega una capacitat expressiva més enllà dels estereotips dels Serra.
Per identificar-ne la cronologia hom s'ha fixat en els escuts que recorren el guardapols, un cérvol d'argent sobre fons de gules, que es pot atribuir a l'escut d'armes de la família Boixadors però, també al de la família Timor. Fet que no s'ha d'oblidar, perquè Bernat Boixadors, fill de Berenguer de Boixadors i Francesca de Timor, adquirí la jurisdicció del senyoriu de Rubió l'any 1380. Malgrat això no es descarta que l'encàrrec de l'obra es realitzés amb anterioritat, fins a una data no anterior a 1360. A la part inferior del retaule sembla que es pugui llegir LXVII, que podria significar l'any en què fou pintat, 1367.

## Història
A principis del segle xvii es decidí ampliar l'església on hi havia el retaule, construint-se un nou presbiteri. Tot i això el Retaule de Rubió continuà essent el principal però, fou adaptat al gust de l'època i la taula principal fou modificada. La Coronació de la Mare de Déu fou repintada de color blau ultramarí amb incrustacions d'estrelles platejades, esdevenint el fons d'una imatge barroca. És en aquest moment que es decidí separar la predel·la, essent substituïda per un altar format per una graonada coronada per un manifestador.
El bisbe Morgades decidí retirar el retaule barroc i el portà al Museu Diocesà de Vic en ser inaugurat, el 1898, on encara s'hi conserva. En esclatar la Guerra Civil un grup d'estudiants de l'Ateneu igualadí, amb el propòsit de conservar el retaule, el traslladaren desmuntat en un carro fins a les golfes de l'Ateneu. Sembla que aquest fet salvà l'obra doncs en un breu lapse de temps es realitzaren actes vandàlics dins de l'església, cremant objectes en una pira. Un cop els sollevats s'imposaren en el conflicte bèl·lic el retaule fou reclamat i custodiat pel Servicio de Recuperación Artístico Nacional.
Posteriorment Joan Ainaud de Lasarte vetllà per recuperar l'obra i s'encarregà que fos restaurat, ingressant-lo als tallers del Museu d'Art Romànic de Barcelona. Les autoritats de l'Anoia i el CECI vetllaren pel retorn del retaule un cop restaurat.
La predel·la original encara es conserva, per separat, al Museu Episcopal de Vic. A l'església de Santa Maria de Rubió, n'hi ha una còpia, que acompanya la resta del retaule.

## Descripció
El retaule fou pintat al tremp sobre fusta i realitzat amb diversos colors vius, amb predominança dels daurats. Consta de tres carrers damunt d'una taula de fons. Els carrers laterals estan subdividits en tres pisos i el carrer central en dos. Entre el carrer central i els laterals i entre aquests i el guardapols hi ha quatre muntants, rematats per pinacles. La predel·la està subdividida en sis escenes.

### Temàtica
El retaule està dividit en dues parts: per una banda tracta dels goigs de la Mare de Déu i la divinitat de Crist i per l'altra de les penalitats de Crist, els apòstols i els profetes durant el cicle de la Passió. Temàtica àmpliament abordada en la pintura gòtica catalana en la primera meitat del segle xiv. Però en aquest cas una gran Coronació de la Mare de Déu, amb el Calvari al damunt, ocupa el carrer central del retaule.

### Lectura
Conté set escenes de goig i set escenes de dolor. Les escenes de goig seguint el recorregut de dalt a baix del retaule són les següents: l'Anunciació, la Nativitat, l'Epifania, la Resurrecció, l'Ascensió i la Pentecosta als carrers laterals i per acabar, la Coronació de la Mare de Déu ocupant la taula gran del carrer central. Les escenes de dolor són: l'Oració a l'hort de Getsemaní, la Traïció de Judes, l'Acusació de Jesús pels jueus, la Flagel·lació, el Via Crucis i el Davallament de la Creu a la predel·la i coronant el carrer central la Crucifixió.
En els muntants, seguint el recorregut d'esquerra a dreta i de dalt a baix hi apareixen els dotze apòstols i vuit profetes, que són els següents: Pere, profeta David, profeta Isaïes, Pau, Joan, Andreu, Mateu, Judes Tadeu o Judes Iscariot, profeta Isaïes, profeta Salomó, profeta David, Jaume fill de Zebeu, Bartomeu, Lluc, Jaume fill d'Alfeu, profeta David, Marc, Judes Tadeu o Judes Iscariot, profeta Ezequiel. El guardapols presenta una decoració d'estil heràldic, a base de roses de talla daurada que representen l'escut dels Boixadors.

### Taules centrals
La Crucifixió de Crist és a l'àtic del retaule. De composició gairebé simètrica, es mostra a Crist a la creu amb els lladres al Gòlgota. Els retaules catalans d'aquesta època no acostumaven a mostrar els lladres, també n'és una excepció la Resurrecció de Jaume Serra per al Sant Sepulcre de Saragossa (v. 1381) o a la pintura mural de Pedralbes.
La Coronació de la Mare de Déu és la taula central del retaule i tanca el cicle sobre la vida de Maria. És representada com a figura de l'església alhora que vesteix amb indumentària de palau. Tot i això la condició que es destaca en el retaule de Rubió és el seu caràcter de núvia de Crist, l'espòs i l'esposa del Càntic dels càntics. Aquest enllaç matrimonial pot ser una referència al moment de l'encàrrec. En tot cas esdevé un tancament del cicle marià superb i una exaltació de la fidelitat de la verge com dels cristians.

### Taules laterals
L'Anunciació és la taula que trobem al compartiment superior del carrer esquerre. L'escena recull l'instant precís en què l'arcàngel Gabriel apareix davant Maria. La Mare de Déu, coronada, és la figura principal que destaca davant d'un sofisticat espai arquitectònic, darrere seu un escriptori, un llit i un bagul complementen l'espai àulic. Aquest espai i la seva decoració recorda les solucions adoptades pel Mestre de Baltimore al Retaule de Sant Vicenç de Cardona.
La Nativitat s'organitza al voltant del bressol-sepulcre, tot i això aquest està lleugerament desplaçat cap a l'esquerra del centre de la taula. El nen, completament embolcallat en teles, és mostrat per la Verge a Sant Josep i a un grup de pastors. Aquesta solució sembla heretada de la pintura de Ferrer Bassa encara que amb menys naturalisme i simplificant l'espai. Altres referents poden ser Matteo Giovannetti o la miniatura àulica de París.
L'Epifania transcorre altre cop dins d'un palau, on Maria és tractada com una reina. El nen beneeix els Mags que van vestits a la moda de París. Crida l'atenció que s'hagi exclòs de l'escena a sant Josep com ja succeïa en el Saltiri anglocatalà o en les pintures murals de Pedralbes de Ferrer Bassa.
La Resurrecció se situa al pis més alt del carrer de la dreta. Crist s'alça damunt de la tomba i els soldats queden fulminats per davant i darrere d'aquesta. El cos de Crist està cobert per un majestuós mantell, però no amaga les ferides. Els soldats, les armadures i els pentinats són curosament representats pel Mestre de Rubió. Crist dirigeix la mirada cap a Maria, d'aquesta manera es fa referència a l'anomenat Prima vidit (la primera a veure'l). En la pintura catalana s'acostuma a emprar aquesta solució on Maria dins d'una edificació frueix d'aquesta visió.
L'Ascensió de Crist comporta que els àngels que l'acompanyaven es retirin. De fet la figura de Crist ja s'està retirant, només en veiem els peus i la petjada que ha deixat damunt la roca. Aquest tractament el·líptic de la figura de Crist és una solució provinent del nord que ja havien aplicat altres pintors catalans com Jaume Serra al retaule de Bell-lloc, per Pere Serra al retaule del Sant Esperit de Manresa o per Pere de Valldebriga al retaule de Sant Gabriel de la catedral de Barcelona.
La Pentecosta tanca el cicle dels goigs del retaule. Trobem al centre de la composició l'efígie majestàtica de Maria envoltada dels apòstols. Aquests estan encabits en un espai arquitectònic àulic que els engoleix, però observats un a un veiem una individualització de cadascun dels apòstols que convé comparar amb els representats a l'Ascensió.